# Carlo Poglia
Carlo Poglia (* 27. September 1793 in Bordeaux; † 24. September 1877 in Olivone) war ein Schweizer Rechtsanwalt, Politiker, Tessiner Grossrat und  Staatsrat.

## Leben
Carlo Poglia war der Sohn des Papierfabrikanten Luigi und dessen Ehefrau Margherita Jenibaud. Er heiratete Rosa Gianella. Nach einem Jurastudium in Frankreich und Aufenthalten in Triest und Nizza kehrte er nach Olivone zurück (1815/1816). Der Jurist war einer der geschicktesten und skrupellosesten Holzhändler des Kanton Tessins. Als umstrittene Persönlichkeit aufgrund der Vielseitigkeit seiner politischen Überzeugungen war er für die liberale Partei Abgeordneter im Tessiner Grossrat von 1827 bis 1842 (Präsident 1834, 1837, 1841). Am 19. Dezember 1839, nach der von ihm unterstützten radikalen Revolution, zum Staatsrat gewählt, trat er vier Tage später von seinem Amt zurück.
Wahrscheinlich aus Enttäuschung über die radikale Politik wurde er einer der Führer der Gemässigten, wurde nach dem gescheiterten Konterrevolutionsversuch von 1841 zum Tode verurteilt und lebte im Exil zwischen Barengo und Korsika. Dank der Amnestie von 1860 kehrte er in seine Heimat zurück und war erneut Abgeordneter des Tessiner Grossrats von 1867 bis 1877 (Präsident 1871 und 1875). Im Militärdienst war er Oberstleutnant im Jahr 1841.